# 九龍巴士203C線
九龍巴士203C線是一條九龍市區路線，由九巴營辦，來往大坑東及尖沙咀東（麼地道）。
九龍巴士203S線是203C輔助路線，由澤安邨單向前往尖沙咀東（麼地道），只在平日早上固定班次一班車，星期日及公眾假期不設服務。

## 歷史
在2013年以前，來往又一城公共運輸交匯處及尖沙咀分別有2C及203兩線，但2條路線均有以下缺點：
- 203線車費過高，當時全程收費為$7.7；
- 兩線客量長期偏低，根據2013-2014年度油尖旺區巴士路線發展計劃數據顯示，2C線最繁忙一小時載客率為36%，而非繁忙時段則為32%；而203線最繁忙一小時載客率40%，非繁忙時段為32%；
- 兩線服務範圍重疊（兩線途經彌敦道及旺角）[1]。

有見及此，九巴及運輸署在2013-2014年度深水埗區巴士路線發展計劃中建議將上述兩條路線合併，原計劃是將2C線的總站改為尖沙咀東（麼地道），以又一城公共運輸交匯處為循環點，並更改行車路線（以逆時針方向繞經達之路（又一村）、又一城公共運輸交匯處、南山邨及大坑東邨）及加密班次；而203線則取消服務。建議已獲深水埗及油尖旺區議會通過，但受到大坑東及又一村一帶居民反對。其後九巴及運輸署應當區區議員要求而修訂方案，以大坑東及尖沙咀東（麼地道）作總站，由大坑東開出後，會先繞經又一村，再折返達之路及大坑東道原有路線，令修改後的行車路線除了繞經又一村及改以尖沙咀東（麼地道）作總站外，與舊有的2C線可謂是完全相同；而原有203線之服務範圍（彌敦道一帶）則由203C路線與多條路線的轉乘優惠取代。
- 2014年1月18日：本線投入服務，同日起2C及203線取消服務。203線由澤安邨開出之特別班次，正名為「203S線」，但改以尖沙咀東（麼地道）為終點站及不設回程服務。[4][5]。
- 2014年8月10日：203C線往尖沙咀東（麼地道）方向增設梳士巴利道分站；往大坑東方向於不入海棠路之時段停靠達之路雀橋街分站[6][7]。
- 2015年6月27日：增設到站時間預報。[8]
- 2016年5月23日：203S線縮減至一班，開出時間為07:45[9]。
- 2022年8月28日：提早末班車開出時間，大坑東開21:00，尖沙咀東（麼地道）開23:00。[10]

## 服務時間及班次
203C
| 大坑東開         | 大坑東開    | 大坑東開     | 尖沙咀東（麼地道）開 | 尖沙咀東（麼地道）開 | 尖沙咀東（麼地道）開 |
| 日期             | 服務時間    | 班次（分鐘） | 日期                 | 服務時間             | 班次（分鐘）         |
| ---------------- | ----------- | ------------ | -------------------- | -------------------- | -------------------- |
| 星期一至五       | 05:30-06:20 | 25           | 星期一至五           | 06:20-08:00          | 25                   |
| 星期一至五       | 06:20-09:00 | 20           | 星期一至五           | 08:00-10:00          | 30                   |
| 星期一至五       | 09:00-11:30 | 30           | 星期一至五           | 10:00-12:30          | 25                   |
| 星期一至五       | 11:30-15:50 | 20           | 星期一至五           | 12:30-17:30          | 20                   |
| 星期一至五       | 15:50-16:50 | 30           | 星期一至五           | 17:30-18:20          | 25                   |
| 星期一至五       | 16:50-18:30 | 25           | 星期一至五           | 18:20-19:50          | 30                   |
| 星期一至五       | 18:30-21:00 | 30           | 星期一至五           | 19:50-21:30          | 25                   |
|                  |             |              | 星期一至五           | 21:30-23:00          | 30                   |
| 星期六           | 05:30       | 05:30        | 星期六               | 06:20                | 06:20                |
| 星期六           | 06:00-12:15 | 25           | 星期六               | 06:50-11:00          | 25                   |
| 星期六           | 12:15-13:35 | 20           | 星期六               | 11:00-11:20          | 20                   |
| 星期六           | 13:35-15:40 | 25           | 星期六               | 11:20-13:50          | 25                   |
| 星期六           | 15:40-17:00 | 20           | 星期六               | 13:50-15:30          | 20                   |
| 星期六           | 17:00-19:30 | 25           | 星期六               | 15:30-16:45          | 25                   |
| 星期六           | 19:30-21:00 | 30           | 星期六               | 16:45-17:05          | 20                   |
|                  |             |              | 星期六               | 17:05-20:00          | 25                   |
| 20:00-23:00      | 30          |              | 星期六               |                      |                      |
| 星期日及公眾假期 | 05:30-06:25 | 25/30        | 星期日及公眾假期     | 06:20-07:10          | 25                   |
| 星期日及公眾假期 | 06:25-11:00 | 25           | 星期日及公眾假期     | 07:10-09:00          | 25/30                |
| 星期日及公眾假期 | 11:00-19:20 | 20           | 星期日及公眾假期     | 09:00-12:20          | 25                   |
| 星期日及公眾假期 | 19:20-21:00 | 25           | 星期日及公眾假期     | 12:20-18:00          | 20                   |
|                  |             |              | 星期日及公眾假期     | 18:00-20:30          | 25                   |
| 20:30-23:00      | 30          |              | 星期日及公眾假期     |                      |                      |

203S
- 澤安邨開：
  - 星期一至六：07:45

星期日及公眾假期不設服務。

## 收費
| 路線 | 全程收費 | 分段收費                           |
| ---- | -------- | ---------------------------------- |
| 203C | $5.4     | - 不設分段收費                     |
| 203S | $8.9     | - 旺角站往尖沙咀東（麼地道）：$5.6 |

| - 本線設有12歲以下小童及65歲或以上長者半價優惠。 - 65歲或以上香港居民使用「樂悠咭」，以及12歲以下合資格殘疾兒童使用「殘疾人士身份」個人八達通繳付車資，均可享有每程$2.0或半價（以較低者為準）的票價優惠；12至64歲合資格殘疾人士使用「殘疾人士身份」個人八達通（包括「樂悠咭」），以及60至64歲香港居民使用「樂悠咭」繳付車資，均可享有每程$2.0或全費（以較低者為準）的票價優惠。 - 65歲或以上長者如使用長者或一般個人八達通繳付車資，則只可享有半價優惠；12至64歲合資格殘疾人士如不使用「殘疾人士身份」個人八達通，以及60至64歲人士如不使用「樂悠咭」繳付車資，必須繳付全費。 - 乘客可以現金或八達通於上車時付款，不設找續。 - 每位成人乘客可免費攜帶最多兩名4歲以下而不佔座位的兒童乘客乘車，超額之4歲以下小童必須繳付小童車費乘車。 - 持有「九巴月票」之乘客在車票有效期內，每日可享最多10程任何九龍巴士及龍運巴士路線（包括本路線，以及聯營路線的九龍巴士／龍運巴士提供的班次；惟乘搭機場「A」及「NA」線則可享原價二七折優惠（不會計算每天10次合資格車程））；而B1線則每日可享最多各2程（不會計算每天10次合資格車程）。 - 九龍巴士、城巴、龍運巴士及陽光巴士全職員工及家屬（不包括外判職員）可免費乘搭本路線，惟必須拍職員或職員家屬八達通。 - 乘客亦可透過多元化電子支付系統（e度嘟）繳付車資，包括使用非接觸式VISA卡、JCB卡、萬事達卡、銀聯卡、美國運通、大來國際、Discover Card、Apple Pay、Google Pay、Samsung Pay、AlipayHK「易乘碼」、支付寶、WeChatHK／微信支付「搭車碼」、銀聯雲閃付「乘車碼」及BOC Pay「乘車碼」。乘客使用此付款方式，使用此支付方式的乘客可享有中途下車之分段收費，以及與其他九巴／龍運獨營路線或聯營線九巴／龍運班次之轉乘優惠，惟不適用於與非九巴／龍運路線之轉乘優惠，亦不能享有「公共交通費用補貼計劃」及「長者及合資格殘疾人士公共交通票價優惠計劃」。 |

### 八達通轉乘計劃
203C←→1／1A，次程可獲$5.8折扣優惠
- 203C往尖沙咀 → 1／1A往尖沙咀，或
- 1往竹園邨／1A往中秀茂坪 → 203C往大坑東

203C←→3C／42／95，次程可獲$4.9折扣優惠
- 203C往尖沙咀 → 3C／42／95任何方向，或
- 3C／42／95任何方向 → 203C往大坑東

12往尖沙咀 → 203C往大坑東，次程車費全免
203S往尖沙咀 →104往中環，次程車費全免

## 使用車輛
由於受到牡丹路路面影響，本線只能使用單層巴士行走。
本線現時使用1輛亞歷山大丹尼士Enviro 200 Dart (1輛10.5米單門版AAS) 及1輛比亞迪K9R (BDE) 及4輛比亞迪B12A 12米（BEB）單層低地台空調巴士，均屬荔枝角車廠。另外本線不時有AVC行走。
| 車隊編號 | 車牌   |
| -------- | ------ |
| AAS10    | SF3341 |
| BDE5     | UW955  |
| BEB1     | XV5838 |
| BEB4     | XZ5734 |
| BEB7     | XZ9104 |
| BEB8     | XZ859  |

## 行車路線
203C
大坑東開經：大坑東道、棠蔭街、大坑東道、桃源街、達之路、又一城公共運輸交匯處、達之路、大坑東道、界限街、勵德街、太子道西、洗衣街、亞皆老街、染布房街、窩打老道、衛理道、加士居道、佐敦道、廣東道及梳士巴利道。
尖沙咀東（麼地道）開經：麼地道、漆咸道南、梳士巴利道、彌敦道、加士居道、衛理道、窩打老道、染布房街、聯運街、弼街、洗衣街、太子道西、通菜街、界限街、大坑東道、達之路、牡丹路、海棠路、達之路、又一城公共運輸交匯處、桃源街、龍珠街及大坑東道。
星期一至六（公眾假期除外）早上10:00前及16:00-20:00由尖沙咀東（麼地道）開出的班次不繞經有斜體字的街道，改為直行達之路。
203S
經：澤安邨通道、南昌街、歌和老街、達之路、又一城公共運輸交匯處、達之路、大坑東道、界限街、勵德街、太子道西、彌敦道及梳士巴利道。

### 沿線車站
203C
| 大坑東開 | 大坑東開                   | 大坑東開                         | 尖沙咀東（麼地道）開 | 尖沙咀東（麼地道）開       | 尖沙咀東（麼地道）開             |
| 序號     | 車站名稱                   | 位置                             | 序號                 | 車站名稱                   | 位置                             |
| -------- | -------------------------- | -------------------------------- | -------------------- | -------------------------- | -------------------------------- |
| 1        | 大坑東巴士總站             | 大坑東巴士總站                   | 1                    | 尖沙咀東（麼地道）巴士總站 | 尖沙咀東（麼地道）公共運輸交匯處 |
| 2        | 大坑東遊樂場               | 棠蔭街                           | 2                    | 尖東站                     | 梳士巴利道                       |
| 3        | 大坑西新邨民興樓           | 大坑東道                         | 3                    | 中間道（N3）               | 彌敦道                           |
| 4        | 南山邨南安樓               | 大坑東道                         | 4                    | 金巴利道（N12）            | 彌敦道                           |
| 5        | 南山邨南泰樓               | 大坑東道                         | 5                    | 寶靈街（N21）              | 彌敦道                           |
| 6        | 香島中學                   | 桃源街                           | 6                    | 寧波街（N26）              | 彌敦道                           |
| 7        | 又一城                     | 又一城公共運輸交匯處             | 7                    | 勞資審裁處                 | 加士居道                         |
| 8        | 香港生產力促進局           | 達之路                           | 8                    | 衛理道                     | 加士居道                         |
| 9        | 又一村花園                 | 達之路                           | 9                    | 伊利沙伯醫院               | 衛理道                           |
| 10       | 雀橋街                     | 達之路                           | 10                   | 何文田山道                 | 衛理道                           |
| 11       | 花墟公園                   | 達之路                           | 11                   | 麥花臣遊樂場               | 染布房街                         |
| 12       | 勵德街                     | 勵德街                           | 12                   | 聯運街                     | 聯運街                           |
| 13       | 協和小學                   | 太子道西                         | 13                   | 伊利沙伯中學               | 洗衣街                           |
| 14       | 伊利沙伯中學               | 洗衣街                           | 14                   | 太子站                     | 通菜街                           |
| 15       | 麥花臣遊樂場               | 染布房街                         | 15                   | 警察體育遊樂會             | 界限街                           |
| 16       | 何文田山道                 | 衛理道                           | 16                   | 丹桂路                     | 達之路                           |
| 17       | 伊利沙伯醫院               | 衛理道                           | 17*                  | 協同中學                   | 海棠路                           |
| 18       | 九龍佑寧堂                 | 佐敦道                           | 18*                  | 地錦路                     | 海棠路                           |
| 19       | 白加士街                   | 佐敦道                           | ^                    | 雀橋街                     | 達之路                           |
| 20       | 炮台街                     | 佐敦道                           | 19                   | 又一居                     | 達之路                           |
| 21       | 柯士甸道                   | 廣東道                           | 20                   | 又一城                     | 又一城公共運輸交匯處             |
| 22       | 新港中心                   | 廣東道                           | 21                   | 香島中學                   | 桃源街                           |
| 23       | 尖東站                     | 梳士巴利道                       | 22                   | 大坑東邨東輝樓             | 大坑東道                         |
| 24       | 尖沙咀東（麼地道）巴士總站 | 尖沙咀東（麼地道）公共運輸交匯處 | 23                   | 大坑東邨東海樓             | 大坑東道                         |
|          |                            |                                  | 24                   | 大坑東巴士總站             | 大坑東巴士總站                   |

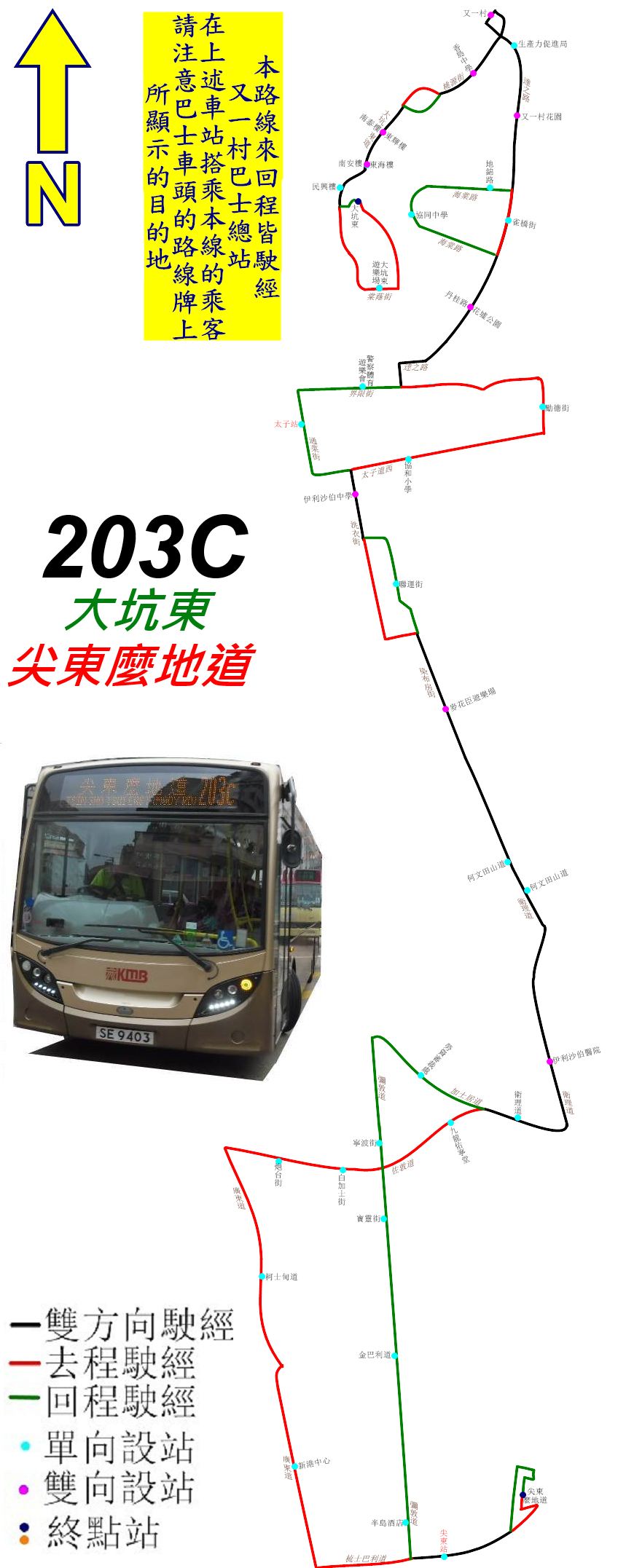
203C線的走線圖

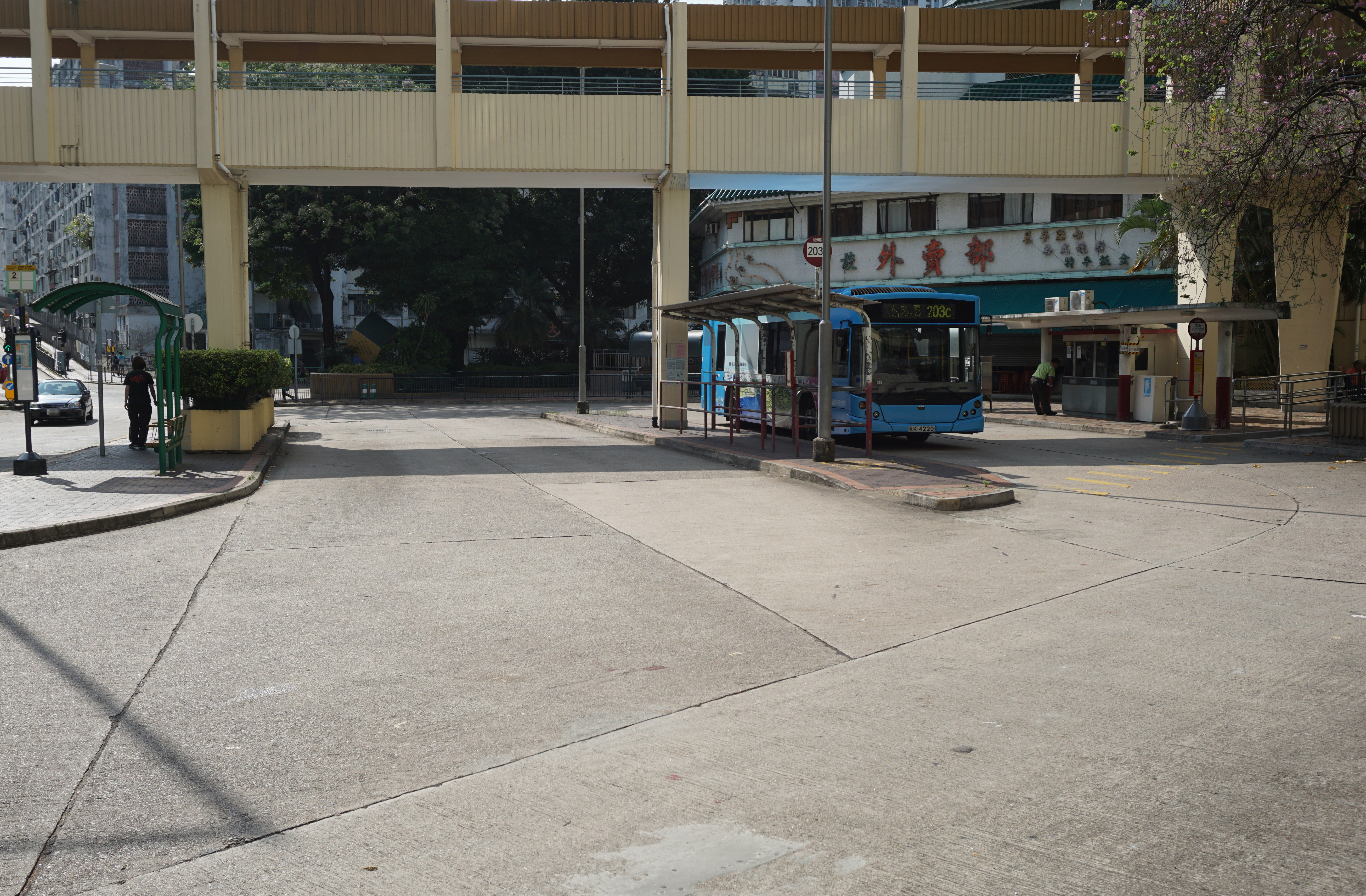
大坑東巴士總站

- 逢星期一至六（公眾假期除外）早上10:00前及16:00-20:00由尖沙咀東（麼地道）開出的班次不停有 * 號的車站，改停有 ^ 號的車站。

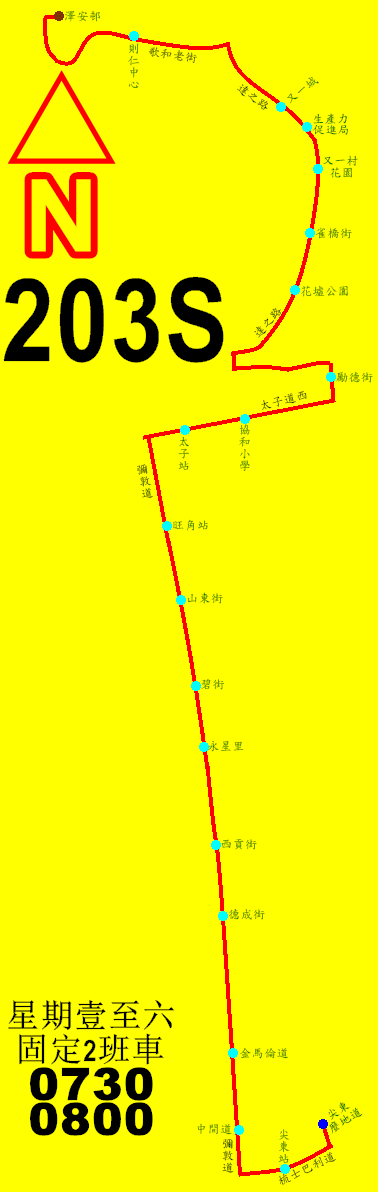
203S線的走線圖

203S
| 澤安邨開 | 澤安邨開                   | 澤安邨開                         |
| 序號     | 車站名稱                   | 位置                             |
| -------- | -------------------------- | -------------------------------- |
| 1        | 澤安邨巴士總站             | 澤安邨巴士總站                   |
| 2        | 則仁中心                   | 歌和老街                         |
| 3        | 又一城                     | 又一城公共運輸交匯處             |
| 4        | 香港生產力促進局           | 達之路                           |
| 5        | 又一村花園                 | 達之路                           |
| 6        | 雀橋街                     | 達之路                           |
| 7        | 花墟公園                   | 達之路                           |
| 8        | 勵德街                     | 勵德街                           |
| 9        | 協和小學                   | 太子道西                         |
| 10       | 太子站                     | 太子道西                         |
| 11       | 旺角站（S12）              | 彌敦道                           |
| 12       | 山東街（S20）              | 彌敦道                           |
| 13       | 碧街（S30）                | 彌敦道                           |
| 14       | 永星里（S33）              | 彌敦道                           |
| 15       | 西貢街（S41）              | 彌敦道                           |
| 16       | 德成街（S47）              | 彌敦道                           |
| 17       | 金馬倫道（S51）            | 彌敦道                           |
| 18       | 中間道（S52）              | 彌敦道                           |
| 19       | 尖東站                     | 梳士巴利道                       |
| 20       | 尖沙咀東（麼地道）巴士總站 | 尖沙咀東（麼地道）公共運輸交匯處 |

## 客量
本路線走線委婉，班次亦為疏落，客量持續偏低。